# Reint Laan
Reint Laan Jr. (ur. 10 grudnia 1914 w Velsen, zm. 3 listopada 1993 w Rotterdamie) – holenderski polityk, samorządowiec i działacz związkowy, deputowany krajowy i europejski.

## Życiorys
Syn związkowców i samorządowców Reinta seniora i Adriany. Do 1934 kształcił się w szkole nauczycielskiej w Dordrechcie, pracował następnie jako nauczyciel w szkole i wykładowca dla kadr związków zawodowych w Rotterdamie i Schiedam. Działał jako szef organizacji młodzieżowej Arbeiders Jeugd Centrale w Holandii Południowej. W 1939 zatrudniony w centrali związków transportowych CBT, podczas II wojny światowej pracował jako kontroler w funduszu ubezpieczeń zdrowotnych prowincji Groningen. Kontynuował działalność w ramach CBT, dochodząc w latach 50. do stanowiska sekretarza generalnego i sekretarza ds. międzynarodowych. W 1961 został dyrektorem ds. regionalnych w Międzynarodowej Federacji Pracowników Transportu, a w 1963 doradcą zarządu portu w Rotterdamie. Zasiadał w radach regionalnych zrzeszeń i agencji rozowojowych.
Wstąpił do Partii Pracy. W latach 1945–1947 radny i alderman w Delfzijl, później zasiadał w radzie miejskiej Amsterdamu (1949–1951) i Rotterdamu (1958–1961, 1966–1968). Pełnił funkcję deputowanego Tweede Kamer w latach 1964–1968, od 1965 był także oddelegowany do Parlamentu Europejskiego. W 1968 zrezygnował z mandatu, obejmując fotel burmistrza Zaandam. Po przekształceniu Zaandam w gminę Zaanstad z 1974 pozostał na zajmowanym stanowisku aż do 1979. Należał do delegacji do Kongresu Władz Lokalnych i Regionalnych Europy, kierował jego pracami od 1974 do 1976.

## Odznaczenia i wyróżnienia
W 1975 odznaczony Orderem Lwa Niderlandzkiego III klasy. Został także honorowym obywatelem Zaanstad.